# 1820
1820 (MDCCCXX) je bilo prestopno leto, ki se je po gregorijanskem koledarju začelo na soboto, po 11 dni počasnejšem julijanskem koledarju pa na četrtek.

## Dogodki
- Tolmin dobi tržne pravice

## Rojstva
- 27. april - Herbert Spencer, angleški sociolog in filozof, predstavnik socialnega darvinizma († 1903)
- 12. maj - Florence Nightingale, angleška bolničarka († 1910)
- 17. oktober - Édouard Albert Roche, francoski matematik, astronom († 1883)
- 23. oktober - Štefan Selmar, madžarsko-slovenski pisatelj († 1877)
- 28. november - Friedrich Engels, nemški politik, ekonomist, filozof, vojaški zgodovinar († 1895)
- - Harriet Tubman, ameriška abolicionistka († 1913)

## Smrti
- 24. marec - Robinet, francoski naravoslovec, filozof in enciklopedist (* 1835)
- 2. april - Thomas Brown, škotski razsvetljenski filozof (* 1778)